# カジンガ水路

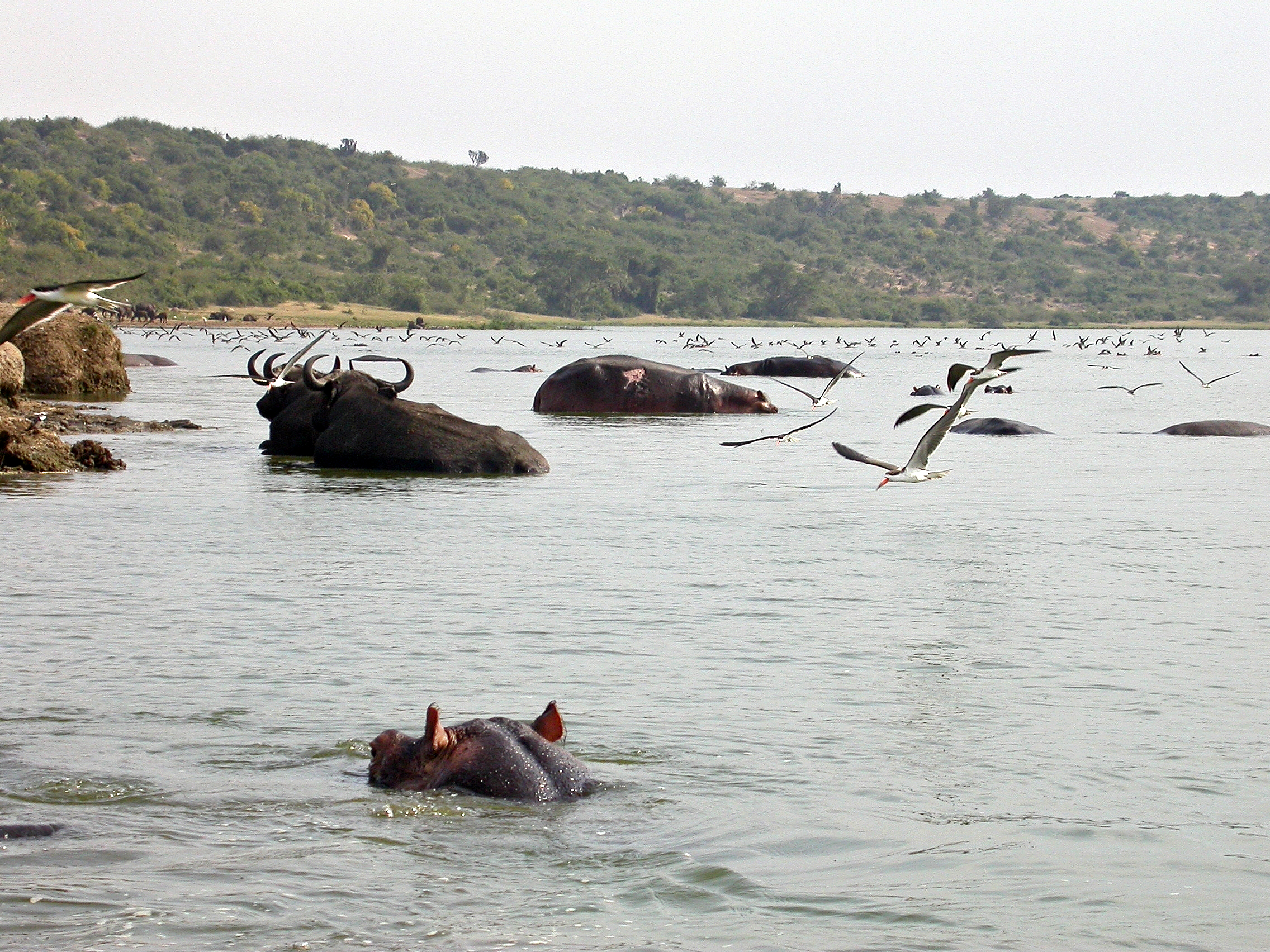
カジンガ水路のカバ

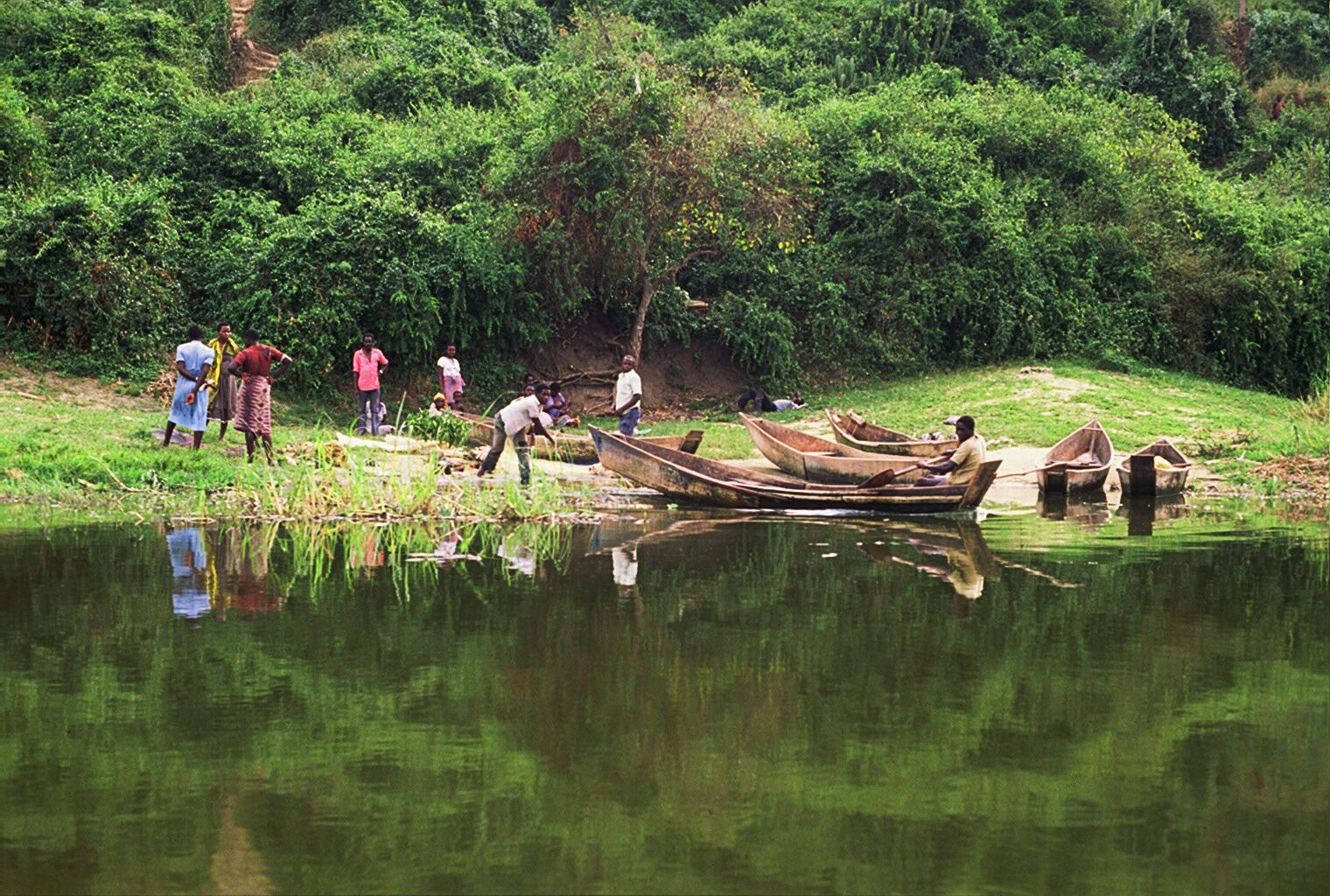
カジンガ水路の漁民

カジンガ水路（カジンガすいろ、Kazinga Channel）は、エドワード湖とジョージ湖を結んでいる長さ32kmの広い水域である。クイーン・エリザベス国立公園の一部となっている。水路には多種多様な動物や鳥が集まり、カバやナイルワニの主な生息地の一つである。
2005年には、炭疽症により多数のカバが死んだ。乾季にわずかに残った植物を食べることで、乾燥した土壌でも何十年も生き続ける炭疽菌の芽胞が吸収されて起こる。